# Fodbgen
Fodbgen (Odbgen, Foidhbhgen) (fl. XX-XV secolo a.C.) figlio di Sengann dei Fir Bolg. Fu, nella mitologia irlandese, un leggendario re supremo d'Irlanda che prese il potere rovesciando il cugino Rinnal figlio di Genann.
Regnò quattro anni fino a quando fu rovesciato da Eochaid mac Eirc, nipote di Rinnal.